# Mastitis
Mastitis (łac.), zapalenie wymienia – przewlekły, utajony lub ostry stan zapalny gruczołu mlekowego zwierząt, a także stosowana niekiedy w medycynie łacińska nazwa zapalenia sutka. Zaburzenie czynnościowe gruczołu mlekowego, przebiegające pod wpływem drobnoustrojów, które przedostały się do organizmu. Postać kliniczna (ostra i przewlekła), podkliniczna (septyczna i aseptyczna).
Stan zapalny wymienia powoduje różnorodne zmiany jakościowe w mleku, przede wszystkim obniżające jego przydatność technologiczną. Najbardziej zdecydowane zmiany to:
- wzrost liczby komórek somatycznych (leukocytów, erytrocytów, całych lub zniszczonych komórek nabłonka pęcherzyków, przewodów i zatok mlecznych), których ilość w 1 cm³ mleka normalnego nie przekracza 500 tys., a w stanie ostrego zapalenia wymienia wynosić może nawet kilkadziesiąt milionów[1]. W mleku mastitisowym wzrasta też udział (z 20 do 80%) leukocytów w ogólnej liczbie komórek somatycznych.
- wzrost stężenia jonów chlorkowych. Normalne mleko zawiera do 0,15% chloru. Występuje on w postaci chlorków: potasowego, sodowego i wapniowego. Sole te, głównie chlorek sodowy, stanowią wraz z laktozą o ciśnieniu osmotycznym mleka. Dlatego każdy spadek ilości laktozy (przede wszystkim wskutek zaburzeń fizjologicznych) kompensowany jest natychmiastowym wzrostem stężenia chlorków.

Mleko mastitisowe można wykryć przy pomocy wielu metod:
- Próba z płynem diagnostycznym Mastirapid - w której obecny w płynie Mastirapid detergent - laurylosiarczan sodowy reaguje z DNA leukocytów, co powoduje pojawienie się skłaczenia (przy niższej liczbie leukocytów) lub zgęstnienie i ześluzowacenie próbki (przy wysokim poziomie leukocytów). Drugi składnik płynu - purpura bromokrezolowa zmienia swe zabarwienie w zależności od pH mleka.
- Próba Whiteside'a - w której stwierdza się czy mleko ma podwyższoną liczbę komórek somatycznych a jeśli tak, to w środowisku silnie zasadowym ulega ścięciu wywołanemu przez jądra leukocytów, białko leukocytów i fibrynogen. Główna reakcja zachodząca w czasie próby:

Na+ + białko leukocytów → proteiniany Na (tworzące kłączkowaty strąt)
- Oznaczenie zawartości chlorków - czyli miareczkowanie odbiałczonej próbki mleka roztworem azotanu srebra wobec chromianu potasowego jako wskaźnika. W trakcie miareczkowania zachodzi reakcja:

AgNO3 + Cl- → AgCl + NO3-
Chlorek srebra ulega wytrąceniu jako osad. Po wyczerpaniu się jonów Cl- azotan srebra zaczyna reagować z chromianem:
2AgNO3 + K2CrO4 → Ag2CrO4 + 2KNO3
Chromian srebra zabarwia miareczkowaną mieszaninę na kolor pomarańczowy (jest to sygnał do zakończenia miareczkowania).
- Pomiar metodami opornościowymi. Zmianom zapalnym towarzyszy wzrost ilości soli w mleku, co powoduje zmianę jego oporności. Zasadę tę uważa się za najpewniejszy test.